# Lake Ned
Der Lake Ned ist ein See im Queenstown-Lakes District der Region Otago auf der Südinsel von Neuseeland.

## Geographie
Der See befindet sich am nordwestlichen Rand der Eyre Mountains, rund 23 km westlich des Lake Wakatipu und rund 32 km südwestlich von Queenstown entfernt. Mit einer nahezu Nord-Süd-Ausrichtung erstreckt sich der rund 13 Hektar große See über eine Länge von rund 710 m und misst an seiner breitesten Stelle rund 250 m in Ost-West-Richtung. Der Lake Ned liegt auf einer Höhe von 855 m und wird vom Lochy River gespeist, der nur 270 m südsüdwestlich den Nachbarsee Lake Nigel entwässert. Der gleiche Fluss entwässert auch den Lake Ned an seinem nördlichen Ende und mündet rund 27 km weiter flussabwärts in den Lake Wakatipu.